# Зеленець-Малий
Зеленець-Малий (пол. Zieleniec Mały, нім. Klein Radzienen; 1938-1945: Klein Hügelwalde) — село в Польщі, у гміні Вельбарк Щиценського повіту Вармінсько-Мазурського воєводства.
У 1975-1998 роках село належало до Ольштинського воєводства.